# Iuri Borodachi
Iuri Borodachi (în rusă Юрий Бородакий; n. 30 iunie 1959, raionul Rîșcani, Republica Moldova – d. 8 octombrie 2014, Moscova, Rusia) a fost un om de știință, profesor și specialist rus în domeniul tehnologiei informației. În 2007 a fost decorat cu titlul de „Om de știință onorat” al Federației Ruse. În 2011 a devenit academician al Academiei Ruse de Științe.
A fost autor a peste 250 de lucrări științifice, inclusiv 6 monografii, 13 brevete și 14 certificate pentru invenții.

## Biografie
S-a născut în satul Pîrjota din raionul Rîșcani, RSS Moldovenească (actualmente în R. Moldova). În 1981 a absolvit Universitatea de cercetare nucleară „MEPhI” din Moscova. În anii 1984-1985 a fost  cercetător al Institutul de Fizică aplicată al Academiei de Științe din RSS Moldovenească.
În 1985, după ce și-a susținut teza de doctorat, a devenit cercetător principal al Institutului de cercetare „Volna” al Ministerului Industriei și Comunicațiilor al URSS. În ianuarie 1989, a condus nou-creatul Centru de Fizică și Inginerie pentru sisteme de comunicare și prelucrare a informațiilor prin fibră optică, iar în februarie 1990, Institutul sovietic pentru sisteme de comunicare și prelucrare a informațiilor cu fibră optică.
În mai 1991 a devenit director al companiei de stat „Sistemprom”. În 1999 și-a susținut teza de doctor în științe tehnice la tema „Metodologia de creare a unor sisteme promițătoare de informare și control”. 
La 22 mai 2003, a fost ales membru corespondent al Academiei de Științe a Rusiei în cadrul Departamentului de tehnologii informaționale și sisteme de calcul.
Din 22 decembrie 2011, a devenit academician deplin al Academiei de Științe Rusiei în cadrul Departamentului de nanotehnologie și Tehnologii informaționale.
A decedat la 6 octombrie 2014, la vârsta de 56 de ani.